# カープDON!
『カープDON!』（カープドン）は、1994年4月2日から2007年3月31日まで広島ホームテレビで放送されたスポーツ情報番組。前身番組は『カープBAN』で、それ以前にも『燃えろ赤ヘル』や『カープNOW』（後の『Carp Now』）といった同種の番組が放送されていた。
番組は主に、広島東洋カープの一週間の動きと、選手や関係者たちへのインタビューによって構成されていた。
2007年5月からは『北斗晶の鬼嫁運動記者倶楽部』（土曜 9:30 - 9:55）内で放送の1コーナーになり、タイトルも「カープDooooon!!」（カープドゥーン）に変更された。

## 歴史
- 1994年4月2日 放送開始。当時は土曜日 6:45 - 7:00に放送。
- 2006年4月1日 『ANNニュース』の放送時間変更のため、土曜日 11:35 - 11:50へ移動してリニューアル。
- 2006年7月1日 放送時間を土曜日 11:40 - 11:50に変更。放送時間が10分に縮小。
- 2006年9月2日 放送時間を土曜日 11:35 - 11:45に変更。
- 2006年12月16日 放送時間を土曜日 11:40 - 11:50に変更。
- 2007年2月3日 放送時間を土曜日 11:35 - 11:45に変更。

## アナウンサー
いずれもレポートを担当したことがあるアナウンサー。
- 榮真樹
- 松藤好典